# Tozinaméran
Le tozinaméran (DCI), nom de code BNT162b2, communément appelé le vaccin Pfizer-BioNTech contre la Covid-19 et vendu sous la marque Comirnaty, est un vaccin contre la Covid-19 mis au point par BioNTech en collaboration avec Pfizer.
Au début du mois de décembre 2020, les autorités sanitaires du Royaume-Uni ayant accordé une autorisation d'utilisation d'urgence pour ce vaccin, ce pays commence une campagne de vaccination de masse. D’autres autorités sanitaires autorisent son usage dans les jours qui suivent : Canada, États-Unis, Suisse, Union européenne… L'Organisation mondiale de la santé (OMS) a accordé une homologation d'urgence à ce vaccin.
Il doit être stocké à de plus basses températures que les températures habituelles de stockage des vaccins.
Toutefois, la Food and Drug Administration (FDA) et Santé Canada autorisent sous certaines conditions le transport et la conservation des doses dans des conditions moins extrêmes.
Le tozinaméran est un vaccin à ARN messager qui doit être injecté dans les muscles. Il atteint son efficacité maximale lorsque deux doses sont injectées à un intervalle de trois semaines,,.

## Histoire

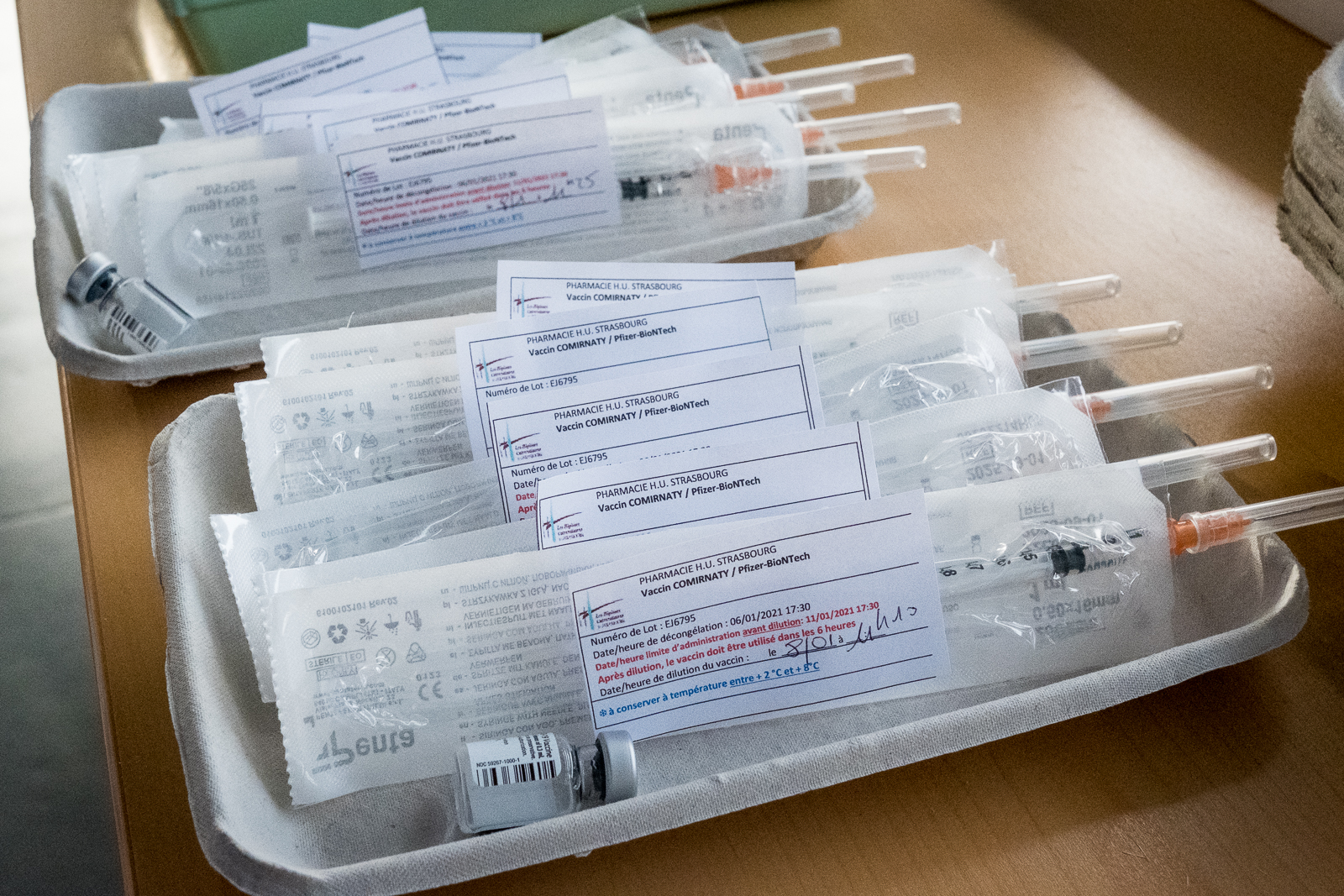
Lot de vaccins Comirnaty prêts à être injectés dans le cadre de la phase 1 de la campagne de vaccination contre la Covid-19 aux Hôpitaux universitaires de Strasbourg le 8 janvier 2021.

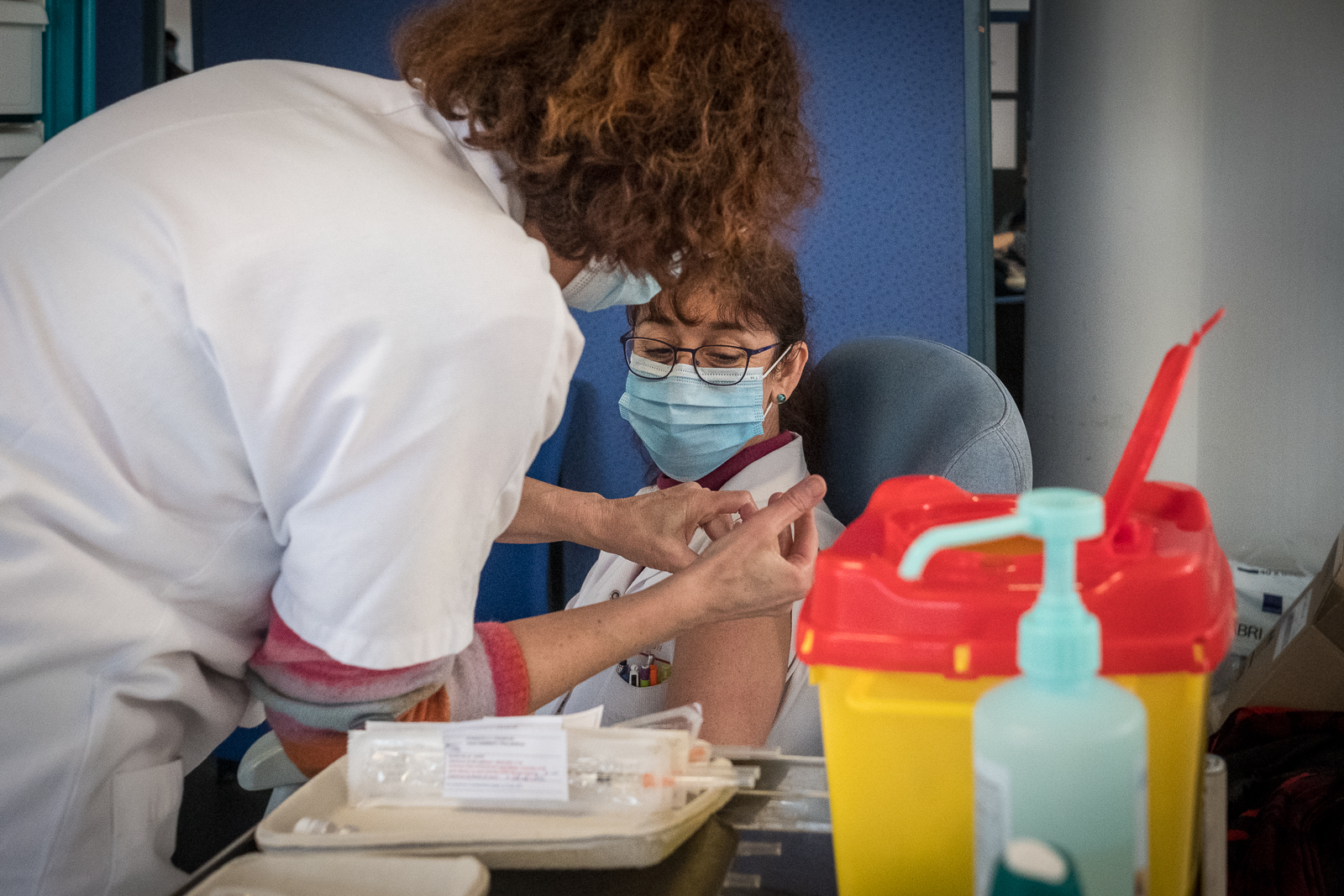
Injection du vaccin Comirnaty à une personnelle de santé, dans le cadre de la phase 1 de la campagne de vaccination contre la Covid-19 aux Hôpitaux universitaires de Strasbourg le 8 janvier 2021

BioNTech développe les premières versions du vaccin. Elle s'associe ensuite à Pfizer, société qui est chargée de poursuivre le développement, soutenir la logistique, monter les cadres financiers, organiser et superviser les essais cliniques, ainsi que fabriquer pour le marché mondial à quelques exceptions. Fosun Pharmaceutical (en) est chargée de la distribution et de la fabrication des vaccins pour le marché chinois, car elle a acquis une licence de BioNTech et a investi dans cette dernière,.
BioNTech est responsable de la distribution en Allemagne et en Turquie.
Pfizer a indiqué en novembre 2020 que 50 millions de doses seraient disponibles à la fin de l'année 2020.
Elle a aussi annoncé avoir des ententes d'achats d'environ 3 milliards US$ pour la fourniture de vaccins aux États-Unis, dans l'Union européenne, au Royaume-Uni, au Japon, au Canada, au Pérou et au Mexique.
En aout 2022, le vaccin bivalent (souche originale et Omicron BA.4/BA.5) est autorisé par la Food and Drug Administration (FDA).
En septembre 2023, la FDA approuve une version monovalente actualisée du vaccin ciblant le variant Omicron XBB.1.5.
En aout 2024, la FDA approuve une version monovalente actualisée du vaccin ciblant le variant Omicron JN.1.

## Description

Schéma de fonctionnement du vaccin contre la Covid-19 par morceaux d'ARN (exemple pour Moderna, Pfizer-BioNTech)

### Composition
Le vaccin est composé,, :
- d'ARNm faisant produire aux cellules la protéine Spike[13] ;
- des lipides suivants :
  - ALC-0315, ((4-hydroxybutyl)azanediyl)bis(hexane-6,1-diyl)bis(2-hexyldécanoate) ;
  - ALC-0159, 2-[(polyéthylène glycol)-2000]-N,N-ditétradécylacétamide ;
  - de DSPC (en) ou 1,2-Distearoyl-sn-glycero-3-phosphocholine, une phosphatidylcholine ;
  - de cholestérol ;
- de chlorure de potassium aussi appelé sel amer ;
- de phosphate de monopotassium, additif alimentaire E340(i) ;
- de chlorure de sodium, composant principal du sel de table ;
- de phosphate de bisodium, additif alimentaire ;
- de saccharose ;
- d'eau[14].

Ce vaccin ne contient pas d'adjuvant.

### Fonctionnement
Le vaccin est composé d'ARN messagers à nucléotides modifiés qui encodent une forme mutée du péplomère du SARS-CoV-2. Les ARN messagers sont encapsulés dans des nanoparticules solides lipidiques (en), (ici des liposomes), vésicules artificielles formées par des bicouches lipidiques concentriques,.
Ils sont composés de quatre lipides ayant des fonctions différentes. L'ALC-0315 est un lipide cationique qui forme des structures appelés lipoplexes avec l'ARN messager, chargé négativement. Le DSPC et le cholestérol forment la bicouche lipidique du liposome. L'amide Péglyé (l'ALC-0159) forme des « cheveux » à la surface du liposome, ce qui repousse les autres particules et prolonge sa survie dans le sang.
Les sels (le chlorure de potassium, le phosphate de monopotassium, le chlorure de sodium et le phosphate de bisodium) permettent de rendre le mélange isotonique, de sorte qu'une fois injecté, « il a la même tonicité qu'un environnement biologique. Sans eux, la solution pourrait faire éclater des cellules une fois injectée ».

### Séquence de l'ARNm

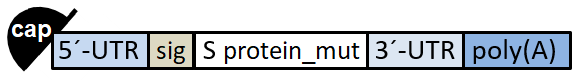
Schéma des différentes parties de la séquence de l'ARN messager.

L'ARN messager encodant le péplomère du Covid-19 est composé de 4 284 ribonucléosides reliés en chaine par 3 groupements phosphates notés ACGΨ. Il s'agit, respectivement, de l'adénosine, de la cytidine, de la guanosine et du 1-méthyl-3'-pseudouridylyle. Ce dernier est utilisé à la place de l'uridrine notée U. Ce changement permet à l'ARN d’échapper aux défenses immunitaires tout en étant traduit en protéine normalement.
Par rapport au génome original du SARS-Cov-2, beaucoup de nucléotides C et G sont présents. Cela permet d'augmenter l'efficacité de la traduction de l'ARNm en protéine. Leur présence ne change pas la nature des protéines codées grâce au fait que plusieurs codons (groupes de 3 nucléotides) codent le même acide aminé ; c'est la redondance génétique.
L'ARN messager comporte, dans l'ordre : 
- une coiffe ;
- une région 5' non traduite (ou 5'-UTR) issue d'une version modifiée du 5'-UTR de l’hémoglobine alpha humaine choisie pour sa capacité à produire de nombreuses protéines[23] ;
- un peptide signal de 16 nucléotides instruisant à la protéine de sortir de la cellule via le réticulum endoplasmique[23].
- le code de la protéine spike du SARS-COV2 où les codons 3 et 4 ont été modifiés, substituant la lysine et la valine par deux prolines. Cette modification permet à la protéine de conserver sa forme même si elle n'est pas fixée sur une membrane[27]. Autrement, elle se serait recroquevillée sur elle-même. Le code se termine par deux codons stop, soit un de plus que dans le génome original du virus ;
- la région 3' non traduite ;
- une queue poly(A) de 30 résidus d'adénosine, un lien 10-nucléotides (en) et 70 autres résidus d'adénosine.

### Réaction et mémoire immunitaire
Une fois la traduction génétique de l'ARN messager effectuée, les protéines S produites se présentent à la surface des cellules où elles ont été produites. Des interférons de type I sont produits, stimulant la réponse adaptative. Les lymphocytes T vont reconnaître l'antigène et se différencier en cellules effectrices et cellules mémoire. C'est ces dernières qui permettent l'effet à long terme de la vaccination.
Selon un article publié dans Nature le 5 mars 2021, les effets de fièvre et de douleur sur le site d'injection parfois plus importants lors de la deuxième injection peuvent être dus à des changements à court terme aux cellules immunitaires innées comme à une activation des cellules T et B mémoire.

## Essais cliniques
BioNTech déclare avoir procédé aux premiers essais cliniques en avril 2020 ; en novembre de la même année, le vaccin a été testé sur plus de 40 000 personnes.
Une analyse intérimaire (en) des données des essais a montré une efficacité potentielle préventive de l'infection excédant 90 % dans les sept jours suivant l'injection de la seconde dose,.
Pfizer déclare, le 25 mars 2021, commencer des essais cliniques de son vaccin sur les enfants de moins de 11 ans, « disant espérer qu’il soit disponible pour eux début 2022 ». Des essais sont en cours d’étude sur plus de 2 200 enfants de 12 à 15 ans. Ces essais sont effectués de manière plus tardive du fait que les enfants sont, selon l'âge, moins impactés et moins contagieux que les adultes.

### Efficacité
Des résultats de l'essai clinique de phase 3 sur 43 538 participants ont été annoncés le 9 novembre 2020. L'efficacité trouvée est de 90 %.
L'essai clinique de phase 3 de Pfizer sur 2 260 participants de 12 à 15 ans établit l'efficacité du vaccin à 100 %.
En septembre 2021, les deux entreprises assurent que le vaccin est sûr pour les 5 - 11 ans.

### Effets secondaires
D'après l'Agence européenne des médicaments (AEM), les effets secondaires les plus communs sont : « douleur légère à modérée » post-injection, fatigue et mal de tête, fièvre, douleurs musculaires et articulaires,.
Au 19 décembre 2020, des observations d'effets secondaires graves, comme des réactions allergiques, sont qualifiées de « très rares »,.
Le 12 mai 2021, paraissent les résultats d'une étude clinique de phase 3 sur 2 260 adolescents américains de 12 à 15 ans qui ont reçu deux doses du vaccin ou un placebo à 21 jours d'intervalle. Comparativement aux 16-25 ans, les adolescents de 12 à 15 ans ont montré « une fréquence accrue de maux de tête, de frissons et de fièvre », mais aucun évènement indésirable grave ni aucun décès n'est signalé.
Cependant, une étude menée pendant quatre mois à l'Université d'État de Californie à Sacramento affirme que des garçons âgés entre douze et quinze ans, sans problèmes de santé, sont quatre à six fois plus susceptibles d'être atteints d'une myocardite que d'être hospitalisés pour la Covid,,. Ces effets semblent se produire préferentiellement quelques jours après la seconde injection,,,.

### Qualité des essais cliniques
Un article publié le 2 novembre 2021 sur le site internet du British Medical Journal relate le témoignage de Brook Jackson, ancienne employée de  Ventavia, sous-traitant de Pfizer pour l'essai clinique. Selon elle, l'entreprise n'aurait pas respecté le protocole défini par Pfizer et la Food and Drug Administration (FDA), faussant potentiellement les données de l'essai clinique pour 1 000 volontaires (sur 44 000 volontaires au total). Brook Jackson mentionne des manquements, « comme le fait que les vaccins n'aient pas été conservés à la bonne température » ; la FDA aurait pris acte de son signalement mais sans donner suite. Pfizer pour sa part considère ces manquements comme mineurs. Selon l'article, qui pointe un manque de moyens, la FDA a mené des inspections sur 9 des 153 sites sur lesquels était mené l'essai clinique, mais pas ceux de Ventavia. Selon un autre ancien employé de Ventavia, cité dans l'article, Pfizer a pour sa part effectué un audit de la société, à la suite du signalement du non-respect du protocole.

## Autres études sur le vaccin
Au Qatar, pays où sévit au printemps 2021 un mélange des deux variants Alpha et Bêta (alors dits « anglais » et « sud-africain »), l'étude publiée en mai par des chercheurs qataris dans la revue scientifique The Lancet avance une efficacité contre les cas graves de 97,4 % alors qu'il était craint une moindre efficacité contre le virus, à l'instar du Vaxzevria produit par AstraZeneca,.

### Études observationnelles en Israël
Le 24 février 2021, une étude statistique des résultats de la vaccination en Israël du 20 décembre au 1er février, portant sur 596 618 personnes, publiée dans The New England Journal of Medicine (NEJM), conclut à une efficacité dans une grande variété de situations, en cohérence avec les essais cliniques. Elle observe une diminution de 93,7 % des cas symptomatiques et également une diminution de 89,4 % du risque d'infections asymptomatiques sept jours après la deuxième dose du vaccin, ce qui suppose alors que la majorité des personnes vaccinées avec le tozinaméran ne seraient à terme plus contagieuses.
Le 5 mai 2021 une étude observationnelle sur l'efficacité du vaccin de Pfizer parait dans la revue scientifique The Lancet. En comparant les données sur les personnes vaccinées et non vaccinées les chercheurs ont trouvé une efficacité de 91,5 % contre les infections asymptomatiques et de 97 % contre les formes symptomatiques. Les auteurs concluent à l'efficacité du vaccin contre le variant alpha (B.1.1.7) dit "anglais" car pendant l’étude 95 % des échantillons testés étaient le variant anglais.
Selon une étude appuyée par des données sur la vaccination en Israël, l'efficacité pour les adultes de tous âges de plus de 16 ans est de 95,3 %, et de 97,5 % contre les cas graves.
Une étude israélienne publiée le 5 mai 2021 donne l'efficacité suivante du vaccin Pfizer-BioNTech (BNT162b2) contre les variants les plus courants :
| Variant                 | Cas documentés | Étude de cohorte |
| ----------------------- | -------------- | ---------------- |
| Variant alpha (B.1.1.7) | 89 %           | 87 %             |
| Variant bêta (B.1.351)  | 75 %           | 72 %             |

En août 2021, est publiée à ce jour la plus grande étude dans le monde réel sur l'innocuité du vaccin COVID-19 publiée par le Clalit Research Institute d'Israël dans le New England Journal of Medicine. Cette étude menée en collaboration avec des chercheurs de l'université Harvard examine des données de plus de 2 millions de personnes en Israël. Elle a comparé les taux de 25 événements indésirables entre les individus vaccinés et non vaccinés, et séparément, entre les individus non vaccinés infectés et non infectés par le coronavirus. Peu d'événements indésirables ont été associés au vaccin. Sur les 25 effets secondaires potentiels examinés, 4 se sont avérés être fortement associés au vaccin. Le plus grave, étant la myocardite,, associée à un excès de 2,7 cas pour 100 000 personnes vaccinées. En comparaison, l'infection à coronavirus chez les individus non vaccinés est associée à un excès de 11 cas de myocardite pour 100 000 personnes infectées. D'autres événements indésirables modérément associés à la vaccination étaient le gonflement des ganglions lymphatiques, un effet secondaire léger qui fait partie d'une réponse immunitaire standard à la vaccination, avec 78 cas en excès pour 100 000, l'appendicite avec 5 cas en excès pour 100 000 (potentiellement en raison d'un gonflement des ganglions lymphatiques autour de l'appendice), et le zona avec 16 cas en excès pour 100 000. Les auteurs soulignent que contrairement au nombre relativement faible d'effets indésirables associés au vaccin, des taux élevés d'événements indésirables graves multiples ont été associés à l'infection à coronavirus chez les patients non vaccinés, notamment : troubles du rythme cardiaque, lésions rénales, péricardites, embolies pulmonaires, thromboses veineuses profondes, infarctus du myocarde et accidents vasculaires cérébraux (AVC),.

### Protection sur la durée
Selon des chercheurs britanniques dans une étude publiée en août 2021, la protection contre la COVID-19 offerte par deux doses des vaccins Pfizer/BioNTech et Oxford/AstraZeneca commence à s'estomper dans les six mois. Après cinq à six mois, l'efficacité du Tozinaméran pour prévenir l'infection à la COVID-19 passe de 88 %  dans le mois qui suit la deuxième dose à 74 %, selon une analyse des données recueillies dans l'étude britannique ZOE COVID. L'étude était basée sur les données de plus d'un million d'utilisateurs, comparant les infections auto-déclarées chez les participants vaccinés avec des cas dans un groupe témoin non vacciné,.
En octobre 2021 est publiée une étude portant sur 3 436 957 personnes (âge médian de 45 ans) aux États-Unis. Pour les personnes entièrement vaccinées, l'efficacité contre les infections au SRAS-CoV-2 était de 73 % et contre les hospitalisations liées au COVID-19 de 90 %. L'efficacité contre les infections est passée de 88 % au cours du premier mois après la vaccination complète à 47 % après 5 mois. L'efficacité du vaccin contre les admissions à l'hôpital pour des infections avec la variante delta pour tous les âges reste élevée dans l'ensemble (93 %) jusqu'à 6 mois.
Une étude prépubliée en décembre 2021 a analysé les résultats de tests réalisés sur des sujets un mois après une troisième dose du vaccin Pfizer. Les tests montrent l'efficacité du vaccin contre le variant Omicron, mais aussi que sa neutralisation nécessite 5 à 31 fois plus d'anticorps que celle du variant Delta. La durée de cette efficacité n'est toujours pas connue. La même étude montre par contre que des patients ayant été symptomatiques il y a plus de 12 mois ou ayant reçu les deux doses du vaccin Pfizer il y a plus de cinq mois ne sont quasiment pas protégés contre le variant Omicron,.

## Autorisations d'urgence
Le tozinaméran est à la fois le premier vaccin contre la Covid-19 qui reçoit d'une agence nationale (Royaume-Uni) une autorisation d'utilisation d'urgence, et le premier vaccin autorisé pour usage régulier (Suisse).
En novembre 2020, le vaccin doit encore passer du prototype à un produit industrialisé avec des problématiques de qualité quant au taux d'intégrité de l'ARN pour pouvoir bénéficier d'une autorisation de mise sur le marché (AMM).
Au début de décembre 2020, le tozinaméran est en attente d'une autorisation d'utilisation d'urgence dans plusieurs pays en vue d'un déploiement généralisé. Cette autorisation d'urgence est requise puisque la phase III des essais cliniques est en cours au début 2021 : le monitoring des résultats primaires se poursuit jusqu'en août 2021, alors que le monitoring des résultats secondaires se poursuit jusqu'en janvier 2023.
Le 8 décembre 2020, le Royaume-Uni devient le premier pays à autoriser l'usage d'urgence du tozinaméran. D'autres pays suivent dans la semaine, dont le Canada, Bahreïn, l'Arabie saoudite, le Mexique, les États-Unis, Singapour et le Koweït. Au 20 décembre 2020, plus d'un demi-million de personnes ont été vaccinées dans le cadre du programme de vaccination contre la Covid-19 du Royaume-Uni.
Le 21 décembre, l'Agence européenne des médicaments donne son autorisation pour l'Union européenne (autorisation de mise sur le marché conditionnelle), avec une semaine d'avance sur son agenda initial. La vaccination des personnes les plus vulnérables commence le 27 décembre dans plusieurs États, dont l'Allemagne et la France. Le 31 décembre 2020, l'OMS accorde à ce vaccin « sa première homologation d'urgence ».
Le 1er février 2022, Pfizer demande l'autorisation en urgence de son vaccin pour les enfants de 6 mois à 4 ans à la Food and Drug Administration. Le 11 février, l'agence reporte la décision d'au moins deux mois, dans l'attente de données complémentaires.

### Stockage et transports problématiques
La distribution et l'entreposage des doses de vaccin constituent un défi logistique parce qu'elles doivent être stockées à une température entre −80 °C et −60 °C, sauf pendant quelques heures avant la vaccination lorsqu'elles sont alors décongelées puis diluées,.
Vers la fin février 2021, la Food and Drug Administration (FDA) modifie son autorisation d'utilisation d'urgence : elle autorise le transport et le stockage de doses congelées et non diluées à des températures entre −25 °C et −15 °C jusqu'à deux semaines avant l'injection,,. Au début mars 2021, Santé Canada fait la même recommandation.
En mars 2021, le British Medical Journal révèle que « certains des premiers lots de vaccins commercialisés par Pfizer-BioNTech auraient offert des résultats bien inférieurs aux attentes ». En effet, l'ARNm n'était pas resté intact, ce qui avait dégradé la performance du vaccin.

## Production
À cause d'une homologation moins rapide des autorités sanitaires européennes et de faibles commandes, la production massive de ce vaccin en territoire européen a été plus lente qu'en Amérique du Nord par exemple. En conséquence, plusieurs régions européennes sont à court de doses de vaccin dès le 27 décembre 2020.
La production par Pfizer des doses de vaccin en Europe se fait à Puurs (Belgique). Une usine achetée par BioNTech à Marbourg (Allemagne) doit permettre d'augmenter la production à partir de mars 2021. La mise en flacons pour la France doit avoir lieu au laboratoire Delpharm de Saint-Rémy-sur-Avre à partir d'avril 2021.
Les livraisons des doses fabriquées en Europe sont retardées à partir de la mi-janvier 2021 à la suite de modifications apportées aux installations européennes de Pfizer qui visent à augmenter sa capacité de production. Tous les pays qui utilisent les doses d'origine européenne se trouvent dans la même situation. Vers le 20 janvier 2021, des rumeurs circulent selon lesquelles l'Union européenne souhaite retenir la totalité de la production faite par Pfizer sur le territoire européen, mais la Commission européenne dément.
Sanofi annonce le 26 janvier 2021 qu'elle va collaborer à la mise en flacons en Allemagne. Elle indique avoir signé une entente de fabrication avec Pfizer pour la production de 125 millions de doses destinées à être livrées « à partir de l'été 2021 ».

## Vaccination

### En Israël
À la mi-janvier 2021, l'Institut de recherche de Clalit Health Services (en) (principale caisse de santé israélienne) rend public les éléments d'une étude préliminaire des effets du vaccin Pfizer-BioNTech sur un groupe de 200 000 personnes âgées de plus de 60 ans. L'analyse des données indique qu'après quatorze jours, on enregistre une chute de 33 % du taux d'infection des personnes vaccinées. Le vaccin diminue le taux d'infection avec symptômes et prévient aussi la transmission de la maladie asymptomatique. Néanmoins, selon Sharon Alroy-Preis, à la tête du département de la Santé publique au sein du ministère de la Santé d'Israël, 17 % des cas ayant développé une forme grave de la Covid-19 seraient des personnes ayant reçu la première dose. Nachman Ash, spécialiste israélien du coronavirus, avertit que la première dose du vaccin pourrait offrir moins de protection contre la Covid-19 que la société pharmaceutique américaine ne l'a initialement indiqué et qu'elle pourrait ne pas protéger contre les nouvelles souches du virus. Selon le ministère israélien de la Santé, plus de 12 400 personnes ont été testées positives pour le coronavirus après avoir reçu des vaccins ; ce chiffre comprend 69 personnes ayant reçu la deuxième dose. Pfizer soutient que le tozinaméran est efficace à environ 52 % après la première dose et augmente à environ 95 % quelques jours après la deuxième dose,.

### Autres pays
Des doses de tozinaméran sont administrées au Canada à partir de la mi-décembre 2020 et se poursuivent en janvier 2021. En mai 2021, Santé Canada autorise l'usage du vaccin chez les personnes âgées de 12 à 15 ans. Cette approbation semble cruciale pour lutter contre la pandémie au Canada, puisque « jusqu'à 20 % des cas de Covid-19 signalés au Canada l'ont été chez les moins de 19 ans ».
Le 18 janvier 2021, la Norvège change sa politique d'utilisation du vaccin Pfizer-BioNTech pour envisager d'exclure les malades en phase terminale, à la suite de rapports faisant état de décès chez des receveurs très fragiles après l'inoculation.
L’ANSM retient un « rôle possible » du vaccin Pfizer dans les rares cas de myocardite en particulier chez les jeunes. Le bilan, qui couvre la période du 4 au 10 juin, fait état de 48 907 cas d'effets indésirables au total, sur près de 43 millions d'injections réalisées, et environ 30 millions de Français ayant reçu au moins une dose. 26 % de ces effets secondaires sont considérés comme graves.

### Sûreté
Au 30 décembre 2020, un article du NEJM fait le point sur la sûreté de la campagne de vaccination. Les cas de choc anaphylactique restent rares, mais sont plus élevés que pour d'autres vaccins (un cas pour 100 000 au lieu d'un pour un million), et concernent particulièrement des personnes ayant déjà un historique de telles réactions allergiques sévères. Ceci amène la Medicines and Healthcare products Regulatory Agency (en) (MHRA) britannique et les Centres pour le contrôle et la prévention des maladies (CDC) américains à restreindre l'administration des vaccins à ARN messager pour les personnes ayant un tel profil.
La revue Prescrire du 23 décembre 2020 indique « des effets indésirables locaux et systémiques très fréquents, de rares réactions anaphylactiques ». Elle souligne que « la présence de polyéthylène glycol (PEG) expose à des réactions d'hypersensibilité et à des réactions anaphylactiques ».
Le 29 janvier 2021, l'Agence européenne des médicaments publie son premier bilan mensuel sur la sûreté du vaccin, à partir des données issues du réseau EudraVigilance et d'autres sources (dont Pfizer et BioNTech). La sûreté est conforme aux études et aucun effet secondaire supplémentaire n'a été relevé. De plus, une analyse des décès survenus postérieurement à une vaccination chez des personnes âgées et fragiles n'a pas montré de lien avec celle-ci.
Le 19 février 2021, le CDC fait à son tour un bilan du premier mois (14 décembre - 13 janvier) de vaccination des deux vaccins à ARN messager, analysant les données des systèmes de surveillance VAERS et V-safe. Près 14 millions de doses ont été administrées aux États-Unis, qui ont donné lieu à 6 994 rapports d'effets secondaires dont 614 sévères. Les cas de crise anaphylactique sont rares avec 4,5 cas par million de doses. 113 décès consécutifs à l'administration d'une dose ont été signalés, pour lesquels les certificats de décès, les autopsies et les autres données n'ont pas montré de lien de cause à effet. Pour le CDC, le profil de sûreté des deux vaccins, tels qu'employés, ne montre pas d'effets secondaires sévères inattendus.
Cinq scientifiques québécois, dont le professeur honoraire de pharmacologie médicale de l’Université de Montréal, Pierre Biron, déclarent dans un article daté du 27 mai 2021, que le principe de précaution joue « contre une utilisation à grande échelle des injections de Pfizer chez les mineurs ». Les scientifiques estiment que les risques sont plus élevés que les bénéfices pour les jeunes de 10 à 19 ans, affirmant notamment que le taux de mortalité dû à la covid-19 dans cette tranche d'âge est « quasi nul ».
En juin 2021, des chercheurs israéliens de l'Institute of Hematology at Shamir Medical Center, sur la base de l'étude du cas de quatre patients, estiment que les personnes atteintes de purpura thrombotique thrombocytopénique (PTT) doivent être suivies avant et après la vaccination à cause de possibles réactions auto-immunes renforçant leur PTT.

#### Craintes concernant les vaccins à ARN

##### États-Unis
Aux États-Unis, en février 2021, des milliers de membres des forces armées américaines refusaient ou reportaient le vaccin contre la Covid-19. Dans certaines unités, 30 % du personnel avait accepté le vaccin à cette date, tandis que dans d'autres ce taux s'établissait entre 50 et 70 %.
Des myocardites sont observées chez les adolescents et les jeunes adultes dans les quatre jours suivant « l'injection des vaccins à ARNm, de Pfizer comme de Moderna », plus fréquemment après la seconde dose. Pour cette raison, des chercheurs étudient les possibles liens avec les vaccins et le Center for Disease Control and Prevention (CDC) américain invite les chercheurs à se pencher sur ces cas.
En juin 2021, la Food and Drug Administration (FDA) des États-Unis annonce ajouter un avertissement aux vaccins Covid produits par Pfizer/BioNTech et Moderna concernant les rares cas d'inflammation cardiaque chez les adolescents et les jeunes adultes. Les groupes consultatifs des Centres pour le contrôle et la prévention des maladies des États-Unis, réunis pour discuter des cas signalés de maladie cardiaque après la vaccination, ont découvert que l'inflammation chez les adolescents et les jeunes adultes était probablement liée aux vaccins, mais que « les avantages des injections semblaient clairement l'emporter sur le risque ».
Selon plusieurs radiologues américains, les vaccins à ARN peuvent provoquer « un gonflement des ganglions lymphatiques situés sous les aisselles et visibles sur les mammographies. Un effet secondaire bénin et transitoire selon les scientifiques. ».

##### France
Après la multiplication des témoignages de femmes ayant vu leur cycle menstruel perturbé à la suite de la vaccination, l'Agence du médicament (ANSM) classe en août 2021 comme « signal potentiel » les troubles menstruels « survenus après la vaccination par Moderna ou surtout Pfizer ». Le lien de cause à effet reste à démontrer, et s'il y avait un lien, il pourrait s'agir non pas d'un effet du vaccin, mais de celui de la réaction immunitaire qu'il entraîne.
En août 2021, l’Agence européenne des médicaments (AEM) étudie « trois nouveaux effets secondaires potentiels liés aux vaccins Pfizer et Moderna : l’érythème polymorphe, la glomérulonéphrite et le syndrome néphrotique ».
Concernant les effets secondaires pour les jeunes, l’ANSM déclare qu'« au 16 septembre, plus de 4,5 millions » de 12-18 ans « avaient reçu au moins une injection. Au total, 591 cas, dont 206 graves, ont été rapportés ». Fin septembre 2021, l'ARS et le parquet des Bouches-du-Rhône ouvrent une enquête après la mort d'une adolescente, onze jours après une injection du vaccin. Le parquet a demandé une autopsie,.
En décembre 2024, le tribunal administratif de Montpellier condamne l’État à verser une indemnisation de 62 000 euros à une ex-infirmière, qui avait vu apparaître les premiers symptômes du syndrome de POTS quelques minutes après la première injection Pfizer. Il condamne l’Office national d'indemnisation des accidents médicaux (Oniam) à « assurer la réparation intégrale des préjudices » subis par celle-ci, considérés « directement imputables à la vaccination » contre le Covid-19.

##### Asie
Début décembre 2021, le ministre de la Santé du Japon met en garde contre des risques très rares d'inflammation du myocarde, particulièrement pour les jeunes hommes. Sur un million de vaccinés avec le vaccin de Pfizer, des effets secondaires de ce type ont été signalés pour 15,66 garçons de 10 à 19 ans et pour 13,32 garçons de 20 ans et plus.
Au Vietnam, la ville de Thanh Hóa a suspendu l'utilisation d'un lot de vaccins Pfizer après que plus de 120 étudiants ont été hospitalisés à la suite de l'injection d'un vaccin provenant de ce lot.

### Commandes publiques
L'Union européenne a commandé 200 millions de doses livrables en 2021, avec une option pour 100 millions de doses supplémentaires. La France a sécurisé la livraison de 16,4 millions de doses du vaccin livrables au cours du 1er semestre 2021, sur un total de 67,9 millions de doses sécurisées pour cette période pour 5 vaccins anti-Covid différents.
À la mi-janvier 2021, le gouvernement du Canada affirme avoir commandé en tout 40 millions de doses du vaccin, à être livrées pendant l'année 2021. Toujours à la même date, la société Pfizer indique qu'elle anticipe livrer moins de doses en janvier et au début février 2021 à cause de modifications aux installations où sont fabriquées ces doses. Par la suite, son rythme de fabrication devrait augmenter significativement, ce qui devrait lui permettre de livrer 4 millions de doses à la fin mars 2021.
Fin janvier, en lien avec la possibilité de tirer six doses de chaque flacon livré, la Suède suspend le paiement des doses commandées sur un « soupçon de surfacturation » par Pfizer.
Avant négociation, le prix de la dose livrée en Europe était aux environs de 54,08 euros. Après négociation, il est tombé aux environs de 15,50 euros par dose.

### Sixième dose possible

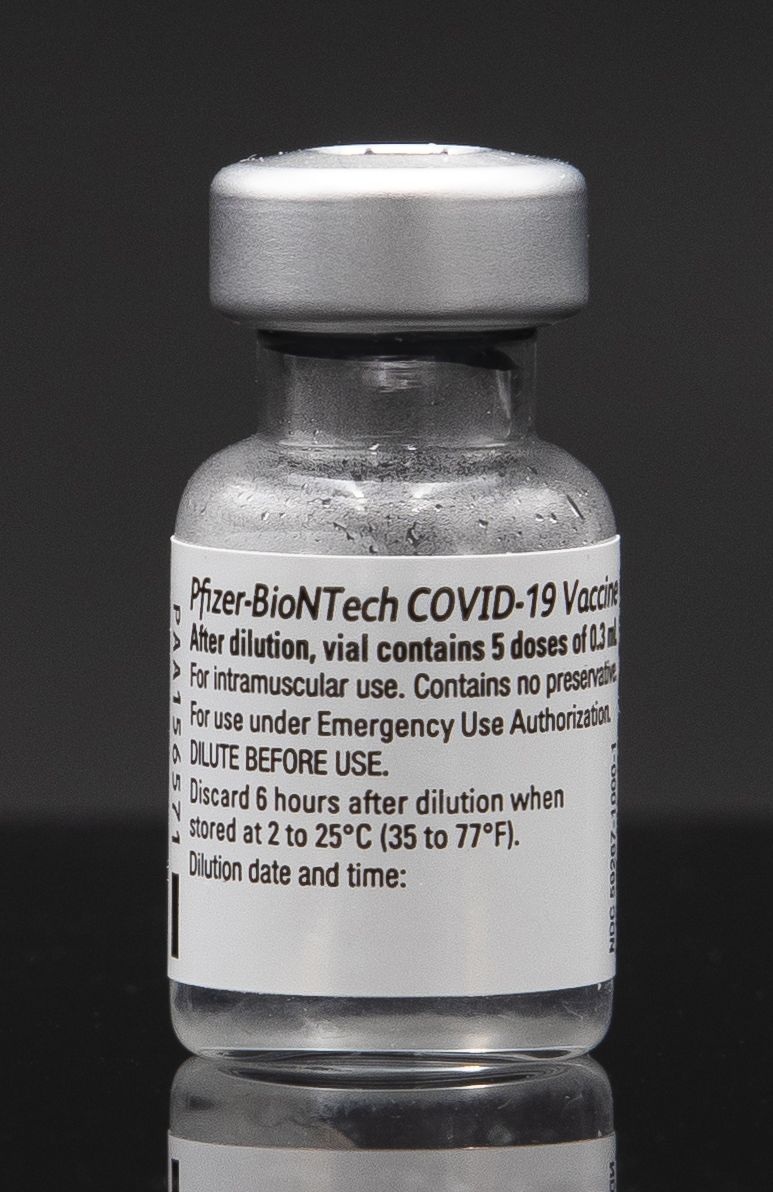
Flacon de Comirnaty.

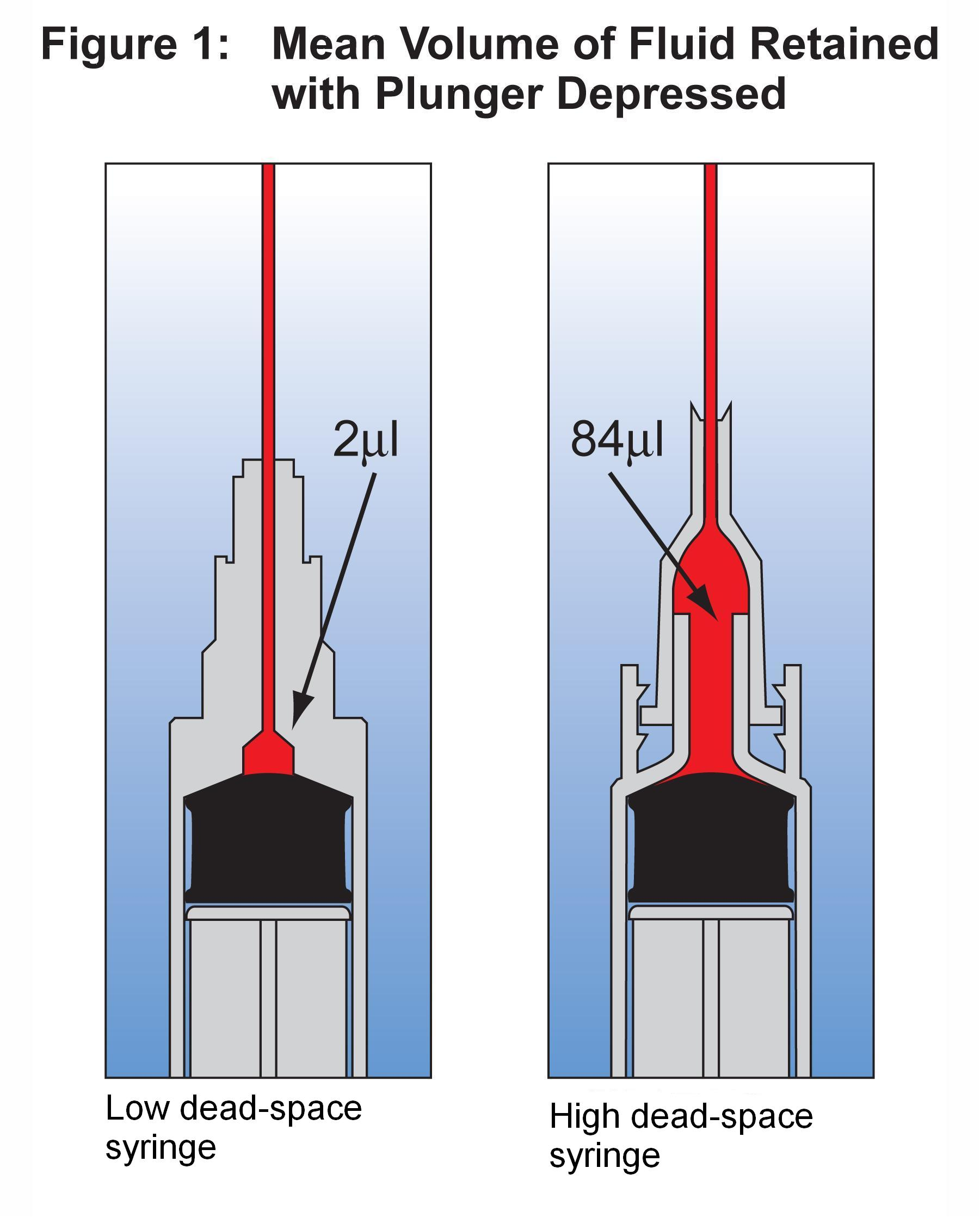
Comparaison d'une seringue à faible volume mort et à volume mort élevé.

Le flacon de vaccin Comirnaty a initialement été commercialisé pour cinq doses, car elles sont comptées pour répondre à la réglementation de la Food and Drug Administration américaine et de l'Agence européenne des médicaments européenne. Ces quantités supplémentaires tiennent compte du produit qui par sa nature lipidique reste adhérent aux parois du flacon ou qui se trouve dans l'espace mort de la seringue et de l'aiguille une fois l'injection faite.
Toutefois, une sixième peut être exploitée sous certaines conditions. Cette sixième dose couvre une partie des 30 % de produit « gâchée » en France dans les première semaines de la vaccination.
Dans une communication du 12 mars 2021, la Direction générale de la Santé demande aux professionnels de santé de France de ne jeter aucune dose qui puisse être extraite et d'utiliser des dispositifs d’injection à volume mort inférieur à 35 microlitres.
Chaque dose de 300 microlitres contient 30 microgrammes (30 µg) de vaccin à ARN embarqué dans des nanoparticules lipidiques. Selon la fiche d'information de 36 pages du produit, le flacon contient 450 microlitres destinés à être dilués pour obtenir six doses de 300 microlitres chacune après dilution avec 1 800 microlitres d'une solution de chlorure de sodium : une fois la dilution réalisée, il est obtenu 2 250 microlitres de solution diluée (soluté physiologique à 0,9 %). L'utilisation de seringues à volume mort inférieur à 30 microlitres permet de préparer six doses de 300 microlitres chacune au lieu de cinq, ce qui permet d'éviter de perdre 0,1 % du produit. Le mélange de plusieurs flacons n'est pas autorisé en Europe.[réf. nécessaire]
Le laboratoire annonce en janvier 2021 ne prévoir de livrer à l'Europe, en conséquence, que 100 millions de flacons au lieu de 120 millions de flacons initialement prévus, alors que les retards de livraison se multiplient. Le 27 janvier 2021, Pfizer et BioNTech indiquent qu'ils enverront moins de flacons au Canada si le personnel de vaccination parvient à extraire six doses de chaque flacon ; le contrat pour le nombre total de doses vaccinales sera toutefois honoré. En février 2021, les autorités japonaises déclarent devoir jeter les sixièmes doses faute de disposer d'autres seringues que des seringues standards, comme plusieurs autres pays qui souffrent d'une pénurie de seringues à « faible espace mort ».

### Troisième injection
En avril 2021, Albert Bourla, le directeur général de Pfizer déclare qu'une injection de rappel sera certainement nécessaire « d'ici six mois à un an, puis chaque année ». La raison en est principalement l'augmentation (10 à 20 fois) de la réponse des anticorps grâce à cette troisième dose, face notamment aux nouveaux variants. Toutefois en juillet 2021, la Haute Autorité de santé indique ainsi qu’il n’y a pas lieu « pour le moment » de proposer une dose de rappel pour les primo-vaccinés en dehors des plus vulnérables et des plus âgés.
Le 9 mai 2021, la présidente de la Commission européenne Ursula von der Leyen annonce que l'Union européenne va passer commande de 1,8 milliard de doses supplémentaires à Pfizer-BioNTech pour les nouvelles injections, dont 900 millions fermes et 900 millions optionnelles. Ces doses destinées à des injections ultérieures à la 2e seront livrables entre fin 2021 et 2023.
En France, à l'automne 2021, cette troisième dose de rappel est proposée aux personnes à risque, puis à l'ensemble de la population déjà vaccinée après un délai de cinq mois après la dernière injection. Le 24 janvier 2022, elle est également possible pour les adolescents âgés de 12 ans et plus, après un délai de 6 mois.

### Citations originales
1. ↑  (en) « mild to moderate pain »
2. ↑  (en) « very rare »